# Rolf-Bernhard Essig

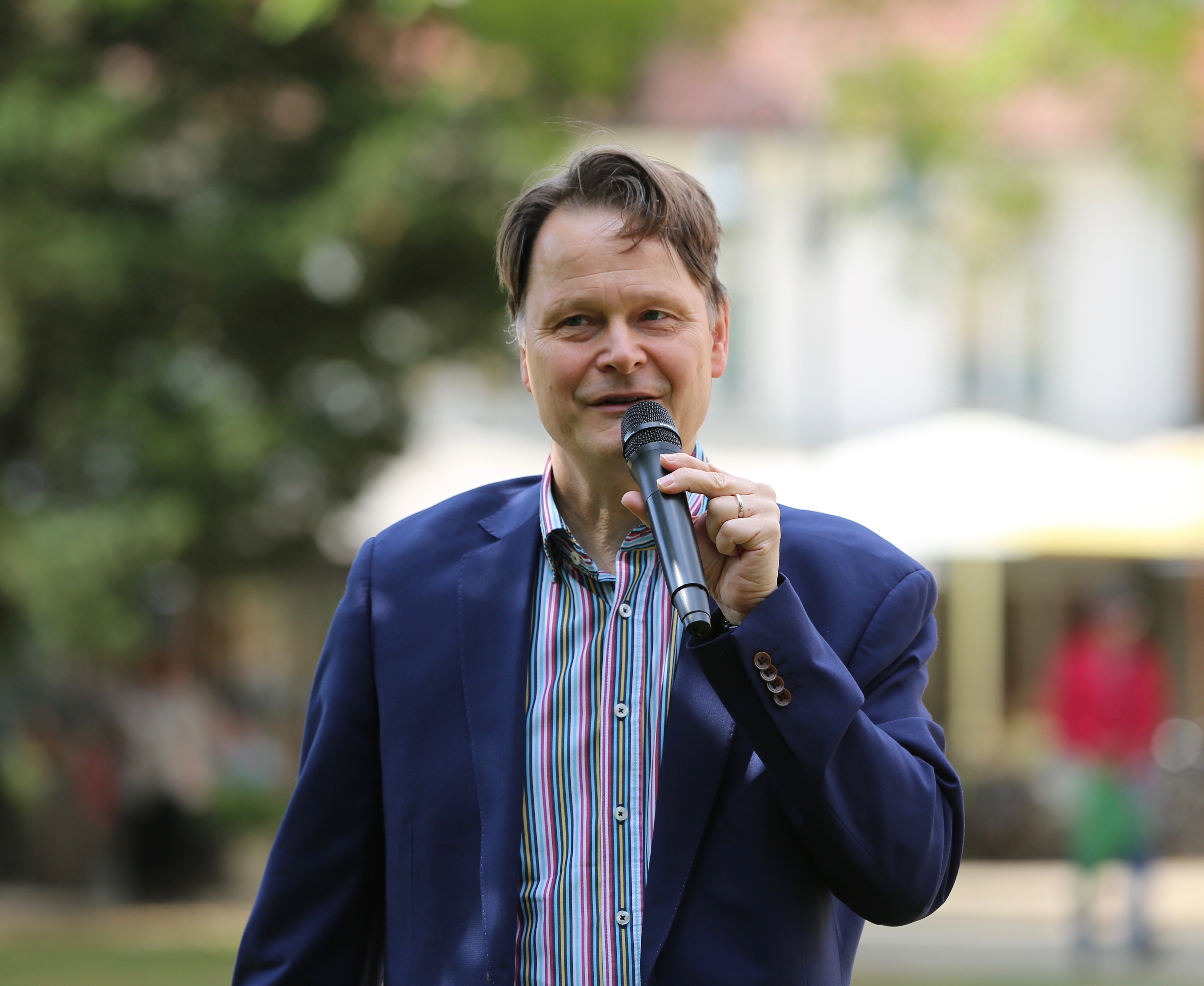
Rolf-Bernhard Essig auf dem Erlanger Poetenfest

Rolf-Bernhard Essig (* 1963 in Hamburg) ist ein deutscher Autor, Literaturkritiker, Entertainer, Ausstellungsmacher und Dozent. Er ist Enkel des Schriftstellers Hermann Essig.

## Leben
Essig wuchs in Kulmbach auf und studierte an der Otto-Friedrich-Universität Bamberg Germanistik und Geschichte. Anschließend war er wissenschaftlicher Mitarbeiter und Bibliothekar, bevor er im Jahr 2000 seine Dissertation mit dem Titel Der Offene Brief. Geschichte und Funktion einer publizistischen Form von Isokrates bis Günter Grass veröffentlichte. Anschließend machte er sich selbständig als freier Literaturkritiker, Autor und Kurator von Ausstellungen.
1993/94 zeigten die Staatsbibliothek zu Berlin Preußischer Kulturbesitz und die Universitätsbibliothek Bamberg die Ausstellung "Hermann Essig 1878–1918. Vom Volksstück zum Großstadtroman – ein schwäbischer Schriftsteller im Berlin des Expressionismus", die Essig zusammen mit seiner Frau Gudrun Schury konzipiert hatte. Zu dem Themenbereich des offenen Briefes und des Bilderbriefs kuratierte Essig Ausstellungen, etwa in den Museen für Kommunikation in Nürnberg und Frankfurt. Sie zeigten auch – inklusive der Dependance Berlin – seit 2016 seine Ausstellung „Mein Name ist Hase! Redewendungen auf der Spur“, die anschließend im Museum der Alltagskultur in Waldenbuch, im Altonaer Museum, im Focke-Museum Bremen, im Kreismuseum Peine, im Museum Hameln, im Schlossmuseum Aulendorf und dem Dreieichmuseum zu sehen war. Die drei Kommunikationsmuseen zeigen seit 2023 die Ausstellung „Potz! Blitz! Vom Fluch des Pharao bis zur Hate Speech“, bis 2025 in Nürnberg. Weitere Sprach-Ausstellungen kuratierte er für das Stadtmuseum Fellbach (2019/2024), das Waffenmuseum Suhl (2019), das Militärhistorische Museum der Bundeswehr – Flugplatz Berlin-Gatow (2022 mit Folgestationen bis 2024) sowie für das Max-Eyth-Museum in Kirchheim / Teck "Nicht mit dem Latein am Ende! Bunte Redensarten von tabula rasa bis Rolling Stones".
Als Dozent war Essig u. a. an den Universitäten Bamberg, Samara und Togliatti tätig und lehrte neben Literaturwissenschaft, Literaturkritik auch kreatives Schreiben. Essig ist Autor von Sach- und Kinderbüchern, Belletristik sowie von Beiträgen für die FAZ - Kolumne "Hin und weg" seit 2020, Die Zeit, die Süddeutsche Zeitung, die Frankfurter Rundschau und andere Zeitungen. Unter dem Titel „Essigs Essenzen“ lief seine wöchentliche Kolumne über deutsche Redensarten in Deutschlandradio Kultur. Als Koautor seiner Frau Gudrun Schury präsentierte er von Herbst 2008 bis Ende 2011 für den WDR die Sendereihe „Migranten des Wortschatzes“. Von September 2012 bis Juli 2017 lief in SWR1 Rheinland-Pfalz seine tägliche Radio-Kolumne „Und jetzt mal Butter bei die Fische. Dr. Essigs kleine Sprichwortkunde“, von Januar 2017 bis Dezember 2024 in MDR Sachsen die wöchentliche Kolumne „Alles in Butter oder alles Essig?“.
Seit 2008 tourt er – besonders als Experte für sprichwörtliche Redensarten – mit Edutainmentprogrammen zur Sprache durch Deutschland und tritt unter anderem bei Festivals wie dem Erlanger Poetenfest, beim Germersheimer Kultursommer, der lit.Cologne und beim Hausacher Lese Lenz auf. Mit Franz Tröger bildet er seit 2013 das musikalisch-literarische Duo Die Streifenhörnchen. Seit 2012 leitet er die Schreibwerkstatt in der JVA Ebrach.

## Bibliographie

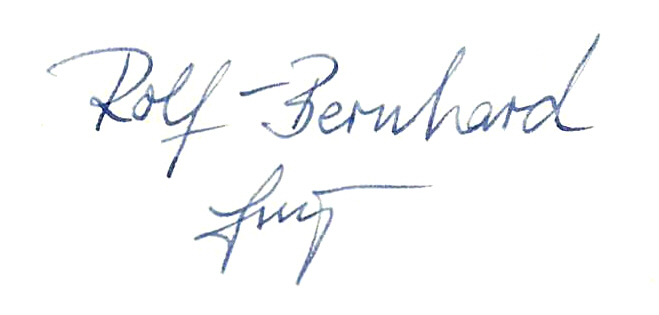
Unterschrift von Rolf-Bernhard Essig

- Hermann Essig 1878–1918. Vom Volksstück zum Großstadtroman – ein schwäbischer Schriftsteller im Berlin des Expressionismus. Ausstellung der Staatsbibliothek zu Berlin – Preußischer Kulturbesitz 26. 6. 1993 – 7. 8. 1993. Reichert, Wiesbaden 1993, ISBN 3-88226-582-5 (Ausstellungskataloge / Staatsbibliothek Preußischer Kulturbesitz. N.F. 5)
- Der Offene Brief. Geschichte und Funktion einer publizistischen Form von Isokrates bis Günter Grass. Königshausen & Neumann, Würzburg 2000, ISBN 3-8260-1647-5.
- mit Gudrun Schury: Bilderbriefe. Illustrierte Grüße aus drei Jahrhunderten Knesebeck Verlag. München 2003, ISBN 3-89660-158-X.
- Der Rausch der Meere. Über die See, den Alkohol und noch mehr. Oesch Verlag, Zürich 2005, ISBN 3-0350-2002-7.
- Schreiberlust und Dichterfrust. Kleine Gewohnheiten und große Geheimnisse der Schriftsteller. Carl Hanser Verlag, München 2007, ISBN 978-3-446-20851-3.
- mit Gudrun Schury: Alles über Karl May. Ein Sammelsurium von A bis Z. Aufbau Verlag, Berlin 2007, ISBN 978-3-7466-2313-9 (zuerst erschienen als „Karl May-ABC“ bei Reclam Leipzig 1999).
- „Wer schweigt, wird schuldig!“ Offene Briefe von Martin Luther bis Ulrike Meinhof. Hrsg. und kommentiert von Rolf-Bernhard Essig und Reinhard M. G. Nickisch. Wallstein Verlag, Göttingen 2007, ISBN 978-3-8353-0217-4.
- Wie die Kuh aufs Eis kam. Wundersames aus der Welt der Worte. Berlin 2007. Erweiterte Neuauflage 2013. ISBN 978-3-7466-7105-5.
- Sirenensang und Schweinezauber. Geschichten aus der Odyssee. Illustriert von Anke Kuhl. Klett Kinderbuch Verlag, Leipzig 2009, ISBN 978-3-941411-16-6.
- Da wird doch der Hund in der Pfanne verrückt. Die lustigen Geschichten hinter unseren Redensarten. Mit Illustrationen von Marei Schweitzer. Carl Hanser Verlag, München 2009, ISBN 978-3-446-23381-2.
- Warum die Schweine pfeifen. Wundersames aus der Welt der Worte. Berlin 2009. ISBN 978-3-378-01101-4.
- Friedrich Schiller: Kleine Philosophie der Freundschaft. Hrsg. und mit einem Nachwort von Rolf-Bernhard Essig. Aufbau Verlag, Berlin 2009, ISBN 978-3-351-03277-7.
- Essigs Essenzen. Das Sprichwortorakel für alle Lebenslagen. Verlag Kreuz, Freiburg 2010, ISBN 978-3-7831-3470-4.
- Wann ist ein Held ein Held? Carl Hanser Verlag, München 2010, ISBN 978-3-446-23481-9.
- Butter bei die Fische. Wie das Meer in unsere Sprache floss. Sprichwörter und Redewendungen gesammelt und erklärt von Rolf-Bernhard Essig. Illustriert von Papan. marebuchverlag, Hamburg 2010, ISBN 978-3-86648-129-9.
- Alles für die Katz. Die lustigen Geschichten hinter unseren Redensarten. Mit Illustrationen von Ulrike Möltgen. Carl Hanser Verlag, München 2011, ISBN 978-3-446-23785-8.
- mit Gudrun Schury: Wie der Klatsch zum Kaffee kam. Wundersames aus der Welt der Wörter. Rütten & Loening, Berlin 2011, ISBN 978-3-352-00805-4.
- Übergangenes. Bilder von Manfred Koch. Gedichte von Rolf-Bernhard Essig. Erich-Weiß-Verlag, Bamberg 2011, ISBN 978-3-940821-17-1.
- Holy Shit! Alles übers Fluchen und Schimpfen. Mit Illustrationen von Papan. Aufbau Verlag, Berlin 2012, ISBN 978-3-352-00850-4.
- Die Kunst, Wasser zu fegen. Roman. Ch. Schroer Verlag, Bergisch Gladbach 2013, ISBN 978-3-95445-024-4.
- Ein Meer ist eine See ist ein Ozean. Wie Ärmelkanal, Rossbreiten und Ochsenbauchbucht zu ihren Namen kamen. Illustriert von Papan. marebuchverlag, Hamburg 2014, ISBN 978-3-86648-189-3.
- mit Gudrun Schury: Schlimme Finger. Eine Kriminalgeschichte der Künste von Villon bis Beltracchi. C. H. Beck, München 2015, ISBN 978-3-406-67372-6.
- Perlen, Perlen, Perlen. Eine Liebeserklärung in sieben schimmernden Kapiteln. Illustriert von Birgit Schössow. marebuchverlag, Hamburg 2017, ISBN 978-3-86648-250-0.
- Da haben wir den Salat. In 80 Sprichwörtern um die Welt. Mit Illustrationen von Regina Kehn. Carl Hanser Verlag, München 2018, ISBN 978-3-446-26059-7.
- Ich kenn doch meine Pappenheimer. Wunderbare Geschichten hinter sprichwörtlichen Orten. Duden Verlag, Berlin 2018, ISBN 978-3-411-71107-9.
- Hand aufs Herz. Redensarten von Kopf bis Fuß und ihre wunderbaren Geschichten. Duden Verlag, Berlin 2020, ISBN 978-3-411-71115-4.
- Phönix aus der Asche. Redensarten, die Europa verbinden. Duden Verlag, Berlin 2021, ISBN 978-3-411-71136-9.
- Der Fluch-Generator. Klassisch, modern. MeterMorphosen Verlag, Frankfurt 2022, ISBN 978-3-934657-95-3.
- Pünktlich wie die Maurer. Handwerksredensarten und ihre wunderbaren Geschichten. Duden Verlag, Berlin 2022, ISBN 978-3-411-75667-4.
- Ach, wie gut, dass niemand weiß … Sprichwörtliche Redensarten aus dem Märchenreich. Duden Verlag, Berlin 2023, ISBN 978-3-411-77090-8.
- Dr. Essigs Sprichwort-Apotheke – für alle Lebenslagen. Herder Verlag, Freiburg 2024, ISBN 978-3-451-39713-4.
- Da lachen ja die Hühner! Witzige Redensarten und was dahintersteckt. Duden Verlag, Berlin 2024, ISBN 978-3-411-72229-7.

## Auszeichnungen
- Sonderpreis Bayerische Landeszentrale für neue Medien 2004 und 2006, zusammen mit seiner Frau Gudrun Schury
- Nominierung Oldenburger Kinder- und Jugendbuchpreis 2007 für Schreiberlust und Dichterfrust
- Buch des Monats der Deutschen Akademie für Kinder- und Jugendliteratur, 2010
- Auswahlliste zum Rattenfänger-Literaturpreis, 2010
- Berganza-Preis des Kunstvereins Bamberg, 2018, zusammen mit seiner Frau Gudrun Schury
- Sonderpreis Walter-Serner-Preis, 2018